# 기원전 제6천년기
기원전 제6천년기는 기원전 6000년부터 기원전 5001년까지이다. 이 기간 동안 농업은 발칸에서 이탈리아, 동유럽으로, 또 메소포타미아에서 이집트로 퍼져나갔다. 세계 인구는 약 500~700만 사이로 안정적이었다.